# Rimbachkopf
Le Rimbachkopf est un sommet du massif des Vosges culminant à 1 195 mètres d'altitude. Cette montagne est située sur les communes de Rimbach-près-Masevaux, Mollau et Storckensohn dans le Haut-Rhin à l'est de la Tête des Perches.

## Géographie
Il est le voisin direct de la tête des Perches à 1,5 km, de la Haute Bers et de la tête du Rouge-Gazon à 2 km. Culminant à presque 1 200 m, il est relativement boisé, par effet d'abris des massifs environnants, un phénomène assez courant dans ce secteur des Hautes Vosges où par ailleurs la limite naturelle des arbres se situe tout juste aux environs de 1 200 à 1 300 m d'altitude[réf. nécessaire].
Le Rimbachkopf est un sommet peu connu, dans l'ombre de ses voisins qui offrent de meilleurs panoramas et des accès mieux indiqués, surtout grâce à la station de ski du Rouge Gazon.